# Indicateur de zéro
 (août 2016).
Si vous disposez d'ouvrages ou d'articles de référence ou si vous connaissez des sites web de qualité traitant du thème abordé ici, merci de compléter l'article en donnant les références utiles à sa vérifiabilité et en les liant à la section « Notes et références ».
L'indicateur de zéro est un indicateur central de la plupart des architectures de processeur (comprenant, entre autres, x86, ARM, PDP-11, 68000 et 6502). Il est souvent stocké, avec d'autres indicateurs, dans un registre dédié généralement appelé registre d’état. L'indicateur de zéro est généralement abrégé en Z ou ZF (Zero Flag en anglais) dans la plupart des documentations ainsi qu'en assembleur.
L'indicateur de zéro est utilisé avec l'indicateur de retenue (CF), l'indicateur de signe (SF) et l'indicateur de débordement (OF), pour vérifier le résultat d'une opération arithmétique, mais également bit à bit. Il est mis ou retiré suivant qu'un résultat arithmétique est égale à zéro ou non. Cela inclut les résultats qui ne sont pas stockés, la plupart des jeux d'instructions implémentant l'instruction de comparaison sous la forme d'une soustraction dont le résultat est ignoré. Il est également fréquent que les processeurs aient une instruction bit à bit AND ne stockant pas de résultat.
Dans la plupart des processeurs, l'indicateur de zéro est principalement utilisé dans les instructions de branchement, qui modifient les flux de contrôle des résultats des instructions précédentes, mais il y a souvent d'autres usages.
Certains jeux d'instructions, telles que l'architecture MIPS, n'utilisent pas de registre d’état dédié; les instructions de saut vérifiant à la place un registre à zéro.